# Ophiacantha lasia
Ophiacantha lasia är en ormstjärneart som beskrevs av Hubert Lyman Clark 1915. Ophiacantha lasia ingår i släktet Ophiacantha och familjen knotterormstjärnor. Inga underarter finns listade i Catalogue of Life.